# Kamienica przy Rynku 29 w Prochowicach
Kamienica przy Rynku 29 w Prochowicach – zabytkowa kamienica przy Rynku 29 w Prochowicach u wylotu ul. Legnickiej.
Renesansowy budynek wybudowany wg daty w 1588, przebudowany w końcu XIX w. Murowany o układzie szczytowym, trzytraktowy wewnątrz, z zamurowanym podcieniem w parterze, trzykondygnacyjny, nakryty dachem dwuspadowym. Fasadę frontową wieńczy szczyt z renesansową dekoracją.

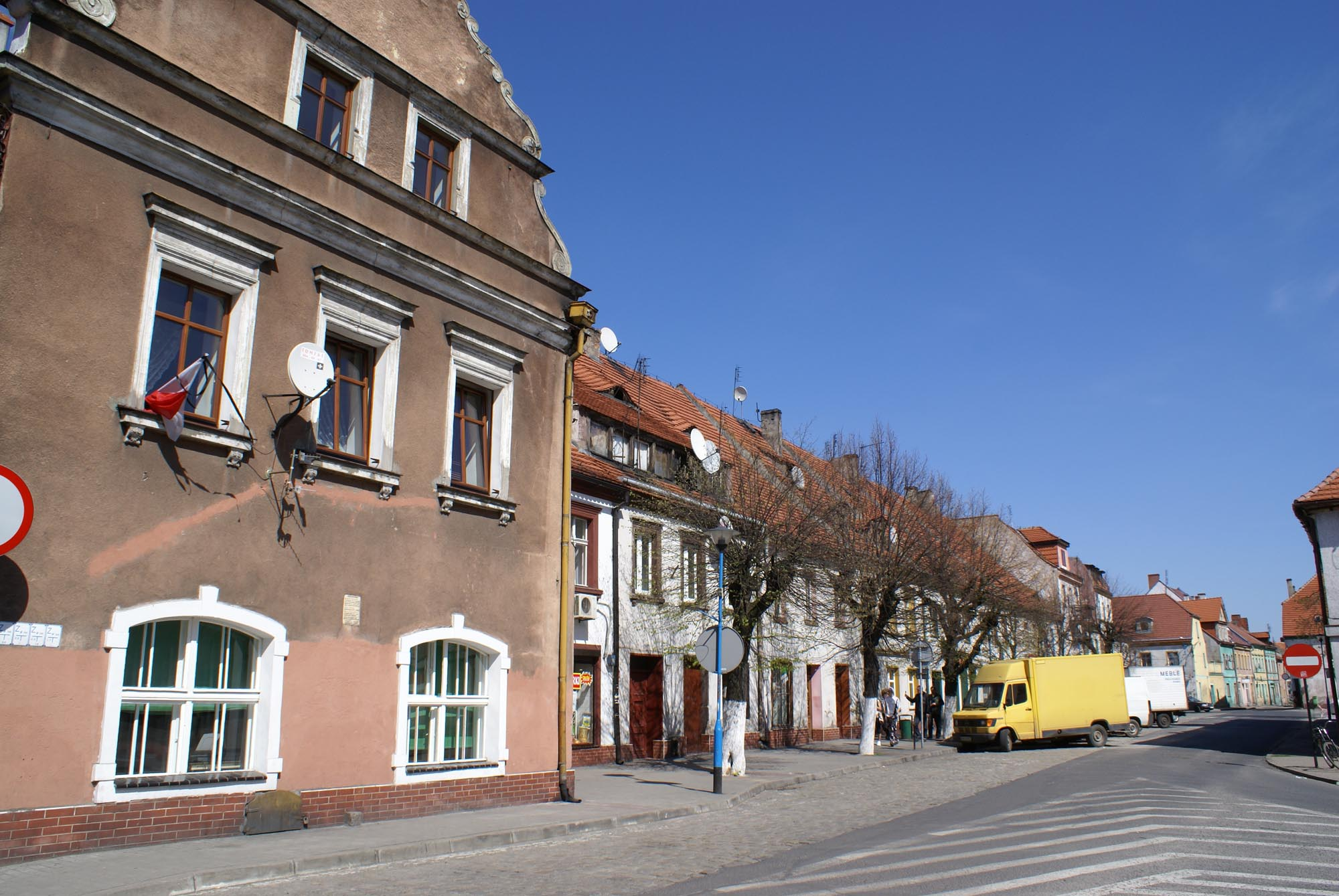
Kamienica nr 29 i fragment północnej pierzei rynku

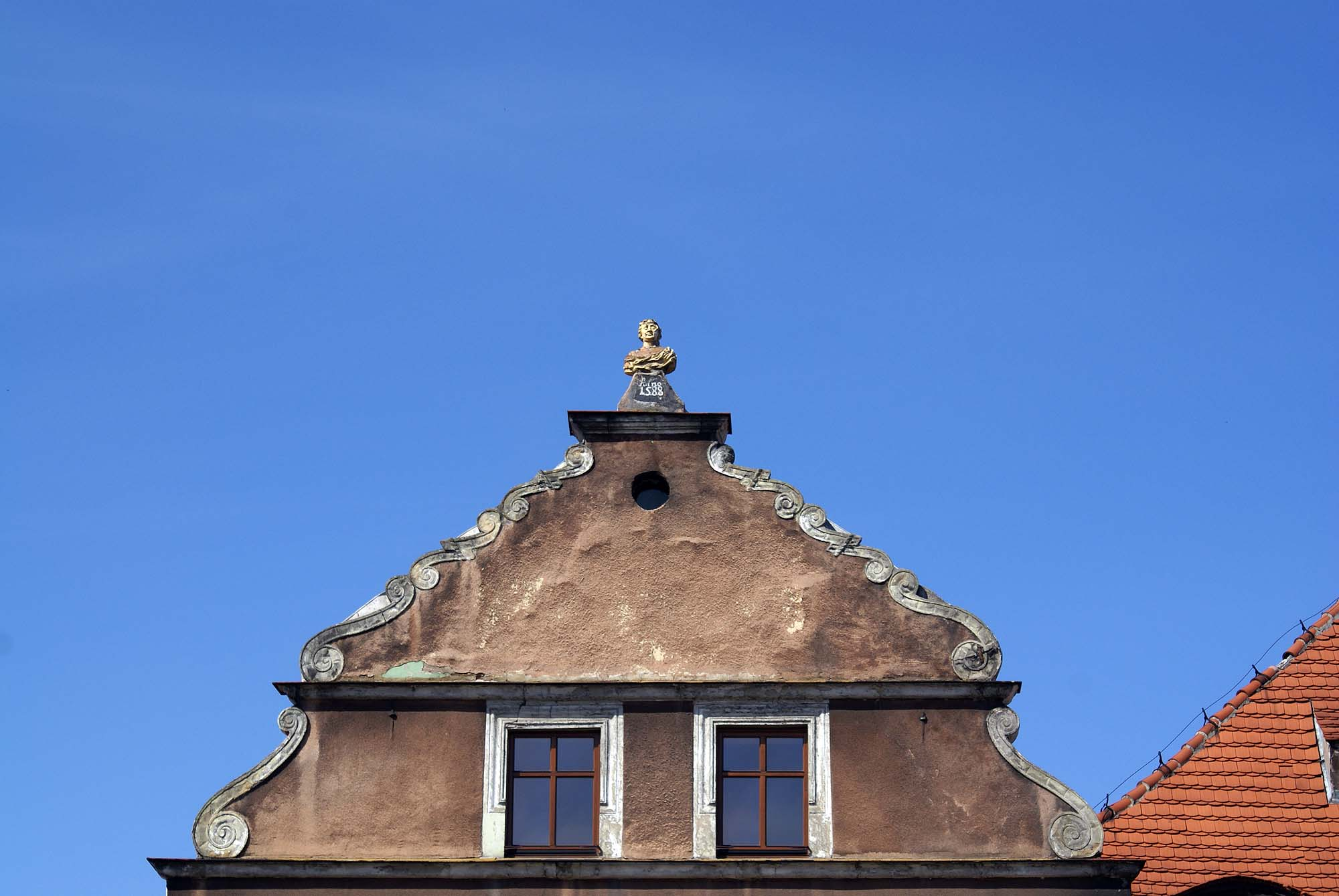
Dekoracja na szczycie kamienicy